# الأحساء مول
الأحساء مول هو مول ومركز تجارى يقع في محافظة الأحساء في المنطقة الشرقية في المملكة العربية السعودية.

## الموقع
يقع المول علي طريق الملك عبد الله في الهفوف.

## الترفيه
يوجد في الأحساء مول العديد من وسائل الترفيه

### بيلي بيز
بيلي بيز هي أكبر حديقة العاب في للأماكن المغلقة للأطفال تقع علي مساحة 20,000 قدم مربع من حدائق الألعاب، ويوجد فيها أنواع مختلفة من الملاعب الرياضية والأنفاق والأبراج. الحديقة تناسب جميع الأعمار، بما في ذلك الرضع والأطفال الصغار والكبار، كما يوجد مناطق لكبار السن.

## المتاجر
يوجد في الأحساء مول العديد من المتاجر مثل شركة أحمد عبد الواحد.

### أحمد عبد الواحد
شركة أحمد عبد الواحد تقدم أنواع من الماركات العالمية من الالكترونيات، والكاميرات، والأجهزة الذكية.

### الرشاقة السعيدة
شركة الرشاقة السعيدة هي شركة متخصصة بتخفيف الوزن والانظمة الصحية وبرامج الحمية العلاجية.

### بارفواه
باروفواه هي علامة تجارية برتغالية تشمل العديد منالإكسسوارات النسائية، والأزياء، ويقع مقرها في بورتو في دولة البرتغال.

### ألفا للبصريات
ألفا البصريات تشمل مجموعة متنوعة من النظارات الشمسية، والإطارات، والعدسات اللاصقة، التي تبيع من مختلف الماركات العالمية.

### أون تايم
يقدم أون تايم يقدم العديد من الساعات للرجال، والنساء.

### متاجر أخري
تشمل العديد من المتاجر من بينها هايبر بنده، صيدلة النهدي، دكتور نيوترشن.